# زاسكيا إسكن
زاسكيا إسكن (بالألمانية: Saskia Esken) (اسم الولادة هوفر، مواليد 28 أغسطس 1961)، سياسية ألمانية تنتمي للحزب الديمقراطي الاجتماعي الألماني (SPD). تشغل منصب رئيسة الحزب بالشراكة مع نوربرت فالتر بوريانز منذ ديسمبر 2019. وهي عضو في البوندستاغ منذ عام 2013.